# Гончар-білобровець
Гончар-білобровець (Siptornis striaticollis) — вид горобцеподібних птахів родини горнерових (Furnariidae). Мешкає в Андах. Це єдиний представник монотипового роду Гончар-білобровець (Siptornis).

## Опис
Довжина птаха становить 11—12 см, вага 12—13 г. Верхня частина тіла рудувато-коричнева, тім'я каштанове, верхні покривні пера крил і хвоста рудувато-каштанові. Над очима широкі білі «брови», навколо очей білі кільця. Нижня частина тіла бурувато-сіра, груди і горло поцятковані тонкими білими смужками. У представників підвиду S. s. nortoni кільця навколо очей малопомітні, а задня частина шиї поцяткована смугами. Хвіст довгий, роздвоєний, гострий. Дзьоб дещо вигнутий.

## Підвиди
Виділяють два підвиди:
- S. s. striaticollis (Lafresnaye, 1843) — Східний хребет Колумбійських Анд на півдні країни;
- S. s. nortoni Graves, GR & Robbins, 1987 — Східний хребет Анд в Еквадорі і північному Перу (Кахамарка).

## Поширення і екологія
Гончарі-білобровці мешкають в Колумбії, Еквадорі і Перу. Вони живуть в кронах вологих гірських тропічних лісів та на узліссях. Зустрічаються на висоті від 1300 до 2400 м над рівнем моря.

## Поведінка
Гончарі-білобровці зустрічаються поодинці, іноді приєднуються до змішаних зграй птахів. Живляться безхребетними. Гніздо кулеподібне з входом біля основи, зроблене з моху та іншого рослинного матеріалу.